# Marcin Możdżonek
Marcin Możdżonek, född 23 februari 1985 i Olsztyn, är en polsk tidigare volleybollspelare. Han spelade för polska landslaget vid olympiska sommarspelen 2008 i Peking och 2012 i London.